# 石神社 (青梅市)
石神社（いしがみしゃ）は東京都青梅市二俣尾にある神社である。

## 概要
所在地は東京都青梅市二俣尾1-199、JR青梅線の石神前駅の近隣に位置する。
祭神は厳永姫命（いわながひめ）、神体は丸い石とされ、また神鏡が安置されていると伝わる。
奈良県の石上神宮を勧請したと伝えられているが、創建時期は不詳である。江戸時代には武蔵国多摩郡二俣尾村の鎮守であった。
10月第2日曜日が例大祭で、二俣尾獅子舞が行なわれる。
境内のイチョウは幹周660センチメートル・樹高25メートルの巨樹で、乳信仰の対象となっており、樹皮を煎じて飲むと母乳がよく出るといわれている。この大イチョウは1957年に青梅市により天然記念物に指定された。